# Alan Morton
Alan Morton (Glasgow, 24 aprile 1893 – Airdrie, 12 dicembre 1971) è stato un calciatore scozzese, di ruolo centrocampista.

## Palmarès

### Club

#### Competizioni nazionali
- Campionato scozzese: 10

Rangers: 1920-1921, 1922-1923, 1923-1924, 1924-1925, 1926-1927, 1927-1928, 1928-1929, 1929-1930, 1930-1931, 1932-1933
- Coppa di Scozia: 3

Rangers: 1927-1928, 1929-1930, 1931-1932